# Chestnut Street Incident
Chestnut Street Incident je první studiové album amerického hudebníka Johna Mellencampa (vyšlo pod pseudonymem Johnny Cougar). Vydáno bylo 1. října roku 1976 společností MCA Records. Řada z písní na albu jsou coververze. Producenty alba byli zástupci společnosti Mainman – Tony Defries a James J. C. Andrews.

## Seznam skladeb
1. American Dream (Johnny Cougar) – 2:21
2. Oh, Pretty Woman (Bill Dees, Roy Orbison) – 2:54
3. Jailhouse Rock (Jerry Leiber, Mike Stoller) – 2:11
4. Dream Killing Town (Cougar, George M. Green) – 3:20
5. Supergirl (Aldo Legui, Bob Marcus) – 2:37
6. Chestnut Street (Cougar) – 3:18
7. Good Girls (Cougar) – 3:09
8. Do You Believe in Magic? (John Sebastian) – 2:38
9. Twentieth Century Fox (John Densmore, Robby Krieger, Ray Manzarek, Jim Morrison) – 2:14
10. Chestnut Street Revisited (Cougar) – 5:22
11. Sad Lady (Cougar, George M. Green) – 3:26
12. Hit the Road Jack (Percy Mayfield) – 2:32 (bonus)
13. I Need Somebody Baby (Iggy Pop, James Williamson) – 3:43 (bonus)

## Obsazení
- John Mellencamp – zpěv, kytara
- Mike Boyer – kytara
- Richard Kelly – kytara
- Mick Ronson – kytara
- Mike Wanchic – kytara
- David Mansfield – steel kytara, mandolína, housle
- Michael Kamen – klávesy
- Tom Wince – klávesy
- Kirk Butler – syntezátor, perkuse
- David Parman – baskytara, kytara, doprovodné vokály
- Wayne Hall – saxofon
- Bill Bergman – bicí
- Jerry Deupree – bicí
- Hilly Michaels – bicí